# Julián Gil
Julián Gil  (Buenos Aires, Argentína, 1970. június 13. –) argentin színész, modell.

## Élete
Julián Gil 1970. június 13-án született. 2007-ben a Venevision International-hoz szerződött, ahol megkapta Pancholón szerepét a Sarokba szorítva című sorozatban. 2009-ben a Televisánál Ulises szerepét játszotta a Kettős játszma című telenovellában.  Két gyereke van: Nicolle Alexandra és Julián.

## Filmográfia

### Telenovella
- 2016: Sueño de amor .... Ernesto de la Colina
- 2014: Hasta el fin del mundo .... Patricio Iturbide[1]
- 2013: Los secretos de Lucía .... Robert Neville[2]
- 2012-2013 : ¿Quién eres tú? .... Felipe Esquivel[3]
- 2011-2012 : Megkövült szívek (La que no podía amar) .... Bruno Rey[4]
- 2010-2011 : Eva Luna .... Leonardo 'Leo' Arismendi[5]
- 2010 : Valientes .... Leonardo Soto[6]
- 2009 : Kettős játszma (Sortilegio)  .... Ulises Villaseñor[7]
- 2008 : Amor comprado .... Esteban Rondero[8]
- 2008 : Mi adorada Malena .... Mateo[9]
- 2008 : Valeria .... Daniel Ferrari
- 2008 : Los Barriga .... Francesco Cézanne[10]
- 2007 : Sarokba szorítva (Acorralada) .... Francisco 'Pancholón' Suárez[11]
- 2006 : Por todo lo alto .... Halcón[12]
- 2002 : Mi conciencia y yo .... Alfonso[13]
- 2000 : Tres Amigas

### Filmek
- 2014 : Misterio's: Llamas de sueños .... Leonardo Aguilar[14]
- 2014 : Lotoman 003  .... El boricua[15]
- 2005 : El milagro de la Virgen de Coromoto .... Jaime[16]
- 2005 : Fuego en el alma .... Millo
- 2004 : La caja de problemas[17]
- 2002 : Más allá del límite[18]
- 2001 : Marina .... John[19]

### Színház
- 2015 : Divorciemonos mi amor .... Benigna 'Benny'[20]
- 2013 : Aquel Tiempo de campeones ? .... Phil Romano[21]
- 2010 : Sortilegio El Show .... Ulises Villaseñor[22]
- 2008 : Los hombres aman a las cabronas .... Jorge[23]
- 2007 : Descarados[24]
- Sonata erotica
- 2005 : El crimen del Padre Amaro .... Padre Amaro Viera
- 2004 : La princesa en el lago de los cisnes
- 2003 : Tarzan - Salvemos la selva .... Tarzan[25]
- 2003 : Luminaria .... Franz[26]
- 2002 : Los gallos salvajes .... Luciano Miranda, Jr.[27]
- 2002 : El cotorrito by the sea .... Bugambilia[28]
- 2001 : En pelotas .... Papito[29]
- 2000 : Nueve semanas y media[30]
- 2000 : Sexo, pudor y lágrimas
- 1999 : Por el medio si no hay remedio
- 1995 : La abeja reina